# Ізбиська (Поморське воєводство)
Ізбиська (пол. Izbiska, нім. Freienhuben) — село в Польщі, у гміні Стеґна Новодворського повіту Поморського воєводства.
Населення — 86 осіб (2011).
У 1975-1998 роках село належало до Ельблонзького воєводства.

## Демографія
Демографічна структура станом на 31 березня 2011 року:
|          | Загалом | Допрацездатний вік | Працездатний вік | Постпрацездатний вік |
| -------- | ------- | ------------------ | ---------------- | -------------------- |
| Чоловіки | 45      | 7                  | 34               | 4                    |
| Жінки    | 41      | 7                  | 24               | 10                   |
| Разом    | 86      | 14                 | 58               | 14                   |